# Secrets of the Silent Witch
Secrets of the Silent Witch (サイレント・ウィッチ 沈黙の魔女の隠しごと?, Sairento Witchi: Chinmoku no Majo no Kakushigoto) è una serie di light novel giapponese scritta da Matsuri Isora e illustrata da Nanna Fujimi. Inizialmente è stato serializzato sul sito web di pubblicazione di romanzi generati dagli utenti Shōsetsuka ni narō da febbraio a ottobre 2020. Successivamente è stato acquisito dalla casa editrice Fujimi Shobō, che ha iniziato a pubblicarlo sotto il marchio Kadokawa Books nel giugno 2021. A luglio 2021 era iniziata la serializzazione dell'adattamento manga illustrato da Tobi Tana sul B's Log della casa editrice Enterbrain. Un adattamento di una serie televisiva anime prodotto dallo Studio Gokumi è stato presentato in anteprima nel luglio 2025.

## Trama
Monica Everett è una maga geniale. È l'unica persona al mondo in grado di usare la magia senza formule. All'età di 15 anni, è stata la più giovane ad essere scelta come uno dei Sette Maghi, i più grandi maghi del Regno di Lidil. In realtà ha raggiunto questo traguardo principalmente perché soffre di un'estrema ansia sociale, lavorando duramente per non dover parlare di fronte agli altri. Mantiene l'anonimato addirittura quando è in azione, il che la porta a essere soprannominata la "Strega del Silenzio". È costretta a lasciare la sua tranquilla baita quando il suo collega dei Sette Maghi, Louis Miller, la "convince" a iscriversi all'Accademia di Serendia per proteggere segretamente il secondo principe del regno, Felix.

## Personaggi
Monica Everett (モニカ・エヴァレット?, Monika Evaretto)
Doppiata da: Saya Aizawa
Una maga sedicenne, la più giovane dei Sette Maghi. A causa della sua ansia sociale, si è impegnata a fondo per non dover recitare le formule degli incantesimi, cosa che l'ha portata a essere chiamata la "Strega del Silenzio" (沈黙の魔女, Chinmoku no Majo). Monica si è iscritta all'accademia come sorella adottiva di Isabelle, usando il suo cognome come copertura.
Nero (ネロ?)
Doppiato da: Hitomi Nabatame (gatto), Shun'ichi Toki (umano)
Il gatto nero di Monica, in grado di parlare il linguaggio umano.
Louis Miller (ルイス・ミラー?, Ruisu Mirā)
Doppiato da: Jun'ichi Suwabe
Mago estremamente abile e temuto, soprannominato il "Mago delle Barriere", viene incaricato dal re in persona di vegliare sul secondo principe Felix, nonostante sostenga il fratello. Quando Felix, per niente intenzionato a farsi sorvegliare, elude i suoi tentativi di proteggerlo, decide di costringere Monica ad accollarsi il suo compito.
Isabelle Norton (イザベル・ノートン?, Izaberu Nōton)
Doppiata da: Atsumi Tanezaki
La figlia del conte Norton, il cui dominio è stato salvato da Monica. Presta volentieri il suo potere per collaborare alla missione di Monica e si comporta come la "sorella cattiva", ma in realtà la adora profondamente.

## Media

### Light novel
Scritto da Matsuri Isora, Secrets of the Silent Witch è stato inizialmente serializzato sul sito web di pubblicazione di romanzi generati dagli utenti Shōsetsuka ni narō dal 20 febbraio al 3 ottobre 2020. È stato successivamente acquisito da Fujimi Shobō, che ha iniziato a pubblicare la serie con illustrazioni di Nanna Fujimi sotto l'etichetta Kadokawa Books il 10 giugno 2021. Dieci volumi e due volumi di racconti sono stati pubblicati a partire da luglio 2025. Il 28 gennaio 2022, Yen Press ha annunciato di aver concesso in licenza la serie per la pubblicazione in inglese.
Una serie di light novel prequel in due volumi, intitolata Silent Witch -another- Rising of the Barrier Mage, è stata pubblicata sotto la stessa etichetta dall'8 dicembre 2023 al 10 aprile 2024. Il 16 dicembre 2024, Yen Press ha annunciato di aver concesso in licenza anche la pubblicazione in inglese del prequel.

## Manga
Un adattamento manga illustrato da Tobi Tana ha iniziato la serializzazione sul sito web di manga B's Log Comic di Enterbrain il 5 luglio 2021. I capitoli del manga sono stati raccolti in cinque volumi tankōbon a partire da gennaio 2025. Il 13 gennaio 2023, Yen Press ha annunciato di aver concesso in licenza il manga anche per la pubblicazione in inglese.
Un adattamento manga dei romanzi prequel, illustrato da Azu Azuko, ha iniziato la serializzazione sul sito web KadoComi della Kadokawa Corporation il 9 gennaio 2025.

### Anime
Un adattamento anime è stato annunciato all'evento livestream Aniplex × Kadokawa Anime Matsuri il 2 agosto 2024, successivamente confermato essere una serie televisiva prodotta dallo Studio Gokumi e diretta da Yasuo Iwamoto, con Takaomi Kanasaki come direttore capo e responsabile della composizione della serie e delle sceneggiature degli episodi, Cona Nitanda che disegna i personaggi e Cygames e Rina Tayama a comporre la musica. La serie è stata presentata in anteprima il 5 luglio 2025 su Tokyo MX e altre reti. La sigla di apertura è "Feel", mentre la sigla di chiusura è "mild days", entrambe eseguite da Hitsujibungaku. La Crunchyroll sta trasmettendo la serie in streaming. Plus Media Networks Asia ha concesso in licenza la serie nel sud-est asiatico e la trasmette su Aniplus Asia. 
| nº serie | Titolo italiano Giapponese 「Kanji」 - Rōmaji | In onda        | In onda |
| nº serie | Titolo italiano Giapponese 「Kanji」 - Rōmaji | Giapponese     |         |
| 1        | Un collega arriva e spara assurdità 「同期が来たりて無茶を言う」 - Dōki ga Ki Tarite Mucha o Iu | 5 luglio 2025  |         |
| 1        | Il Regno di Ridill viene attaccato da un'orda di pterodraghi guidata dal Drago Nero di Worgan. Il drago nero viene ucciso da Monica Everett, conosciuta come la Strega del Silenzio dei Sette Saggi, i maghi più potenti del regno, per la sua capacità di lanciare incantesimi senza ricorrere a un incantesimo, abilità che imparato a causa della sua timidezza e per una fortissima ansia. Tre mesi dopo, Monica viene avvicinata da Louis Miller, un altro dei Sette Saggi, e dal suo spirito famiglio Rynzbelfeid, che aveva ricevuto un ordine segreto dal re di proteggere il secondo principe Felix Arc Ridill. Louis chiede a Monica di frequentare la Serendia Academy come studentessa sotto copertura per proteggere Felix e, dopo averla forzata, Monica accetta con riluttanza. Il giorno dopo, Monica, insieme al suo gatto nero e famiglio Nero, visita la casa di Louis e viene presentata a Isabelle Norton, figlia del Conte Kerbeck, la cui terra Monica aveva salvato dal drago nero. Isabelle esprime la sua gratitudine dopo essersi inizialmente comportata in modo terribile nei confronti di Monica, come parte della storia di copertura di quest'ultima. |                |         |
| 2        | Il primo passo 「一歩を踏み出す」 - Ippo o Fumidasu | 12 luglio 2025 |         |
| 2        | Monica frequenta il suo primo giorno all'Accademia Serendia, ma fa una brutta prima impressione a causa della sua timidezza. Una sua compagna di classe, Lana Colette, le si avvicina e la aiuta a sistemarsi i capelli per uno stile più alla moda prima di andarsene. Durante la pausa Monica cerca un angolino appartato in cui possa stare da sola e incontra Felix per caso. Dopo averlo salvato istintivamente da un vaso di fiori che cade, sviene per lo spavento causato dal contatto ravvicinato con lui. Quella notte, Monica crede di aver fallito la sua missione, ma un flashback di suo padre che le insegna quanto le sfide possano essere divertenti la convince a riprovarci. Si avvicina a Lana e riesce a fare amicizia con lei prima di essere convocata da Felix. Lui spiega a Monica che da quando il tesoriere del consiglio studentesco, Aaron O'Brien, è stato arrestato per appropriazione indebita di fondi, hanno iniziati a verificarsi una serie di misteriosi incidenti che minacciano la vita di Felix. Felix rivela di sospettare che Monica possa essere complice di Aaron e le dice che l'unico modo per dimostrare la sua innocenza è trovare il vero complice. |                |         |
| 3        | Il comitato studentesco dell'Accademia Serendia 「セレンディア学園生徒会」 - Serendia Gakuen Seitokai | 19 luglio 2025 |         |
| 3        | Il giorno dopo, Monica e Lana incontrano per caso la fidanzata di Aaron, Selma Karsh, vittima di bullismo da parte della figlia del conte Norn, Caroline Simmons, sulle scale. Caroline spinge Monica con noncuranza giù per le scale, spingendola contro il vicepresidente del consiglio studentesco Cyril Ashley, ma Monica si rifiuta di raccontargli l'accaduto, convinta che si schiererebbe dalla sua parte. In seguito, Monica inizia a cercare la complice ed esamina il balcone fuori dall'aula di musica dove è caduto il vaso di fiori, scoprendo che Selma è la complice grazie a un paio di guanti sporchi che ha lasciato e ai registri di chi ha frequentato l'aula di musica. Selma confessa di aver fatto tutto per proteggere Aaron, che a suo dire stava solo eseguendo le sue istruzioni. Selma e Aaron accettano di ritirarsi dalla scuola e Felix li perdona. In seguito, Felix nomina Monica tesoriere del consiglio studentesco al posto di Aaron, causando a Monica un crollo nervoso. Il giorno dopo, Cyril prepara Monica per la posizione e, dopo aver visto le sue capacità, le dice di avere più fiducia in se stessa. La informa inoltre di aver indagato sull'incidente con Caroline e di averla punita di conseguenza, cosa che sorprende Monica. |                |         |
| 4        | La formula perfetta 「完璧な式」 - Kanpekina Shiki | 26 luglio 2025 |         |
| 4        | Rynzbelfeid, lo spirito familiare di Louis Miller, arriva per informare Monica che la moglie di Louis, Rosalie, è incinta, e rileva anche un'eccessiva quantità di mana di ghiaccio espulso da Cyril Ashley, vicepresidente del consiglio studentesco. Monica corre in suo aiuto Cyril e ripara la spilla del suo defunto padre, il cui scopo sarebbe di espellere il mana in eccesso, ma che invece lo accumula. Rendendosi conto che le condizioni di Cyril erano dovute a una manipolazione mentale, Monica affronta il consigliere del consiglio studentesco Victor Thornlee, che Monica ha scoperto essere la mente dello scandalo di appropriazione indebita grazie al suo lavoro nella correzione di registri contabili falsificati. Thornlee tenta di usare la manipolazione mentale su Monica, ma lei lo contrasta rivolgendogli contro il suo stesso incantesimo, mettendolo KO. Thornlee viene ufficialmente arrestato da Louis, mentre Wildianu, il familiare di Felix, riferisce i suoi sospetti su Monica. Felix deduce che Monica si sia unita al consiglio studentesco per secondi fini e si chiede per quale fazione stia lavorando. A casa sua, Louis rivela a Rynzbelfeid che la sua missione è quella di osservare Felix, poiché è il candidato più probabile a salire al trono, e ammette di aver incaricato Monica di spiarlo, poiché gli piace "bullizzare i forti". Il giorno dopo, il consiglio studentesco inizia a ricostruire la fiducia infranta da Thornlee, e Cyril si offre volontario per aiutare Monica a presentarsi ai dirigenti dei club scolastici.                                |                |         |
| 5        | Le avventure della Strega del Silenzio 「沈黙の魔女の冒険」 - Chinmoku no Majo no Bouken | 2 agosto 2025  |         |
| 5        | Monica e Nero trascorrono un giorno libero nella città di Craeme, quando un drago di terra la attacca. Un mago locale, Glenn Dudley, lotta prima che Monica lo aiuti segretamente a sconfiggerlo. Il giorno di scuola successivo William Macragan, il Mago Morso d'Acqua, viene presentato come il nuovo insegnante del corso di magia fondamentale, mentre Monica pensa ai corsi opzionali che desidera seguire. Il giorno dopo, Glenn viene presentato come uno studente trasferito, mentre Felix rivela di non avere alcun talento magico. Monica frequenta il corso di Macragan, ed è stressata e se ne va quando riconosce in Macragan il suo vecchio istruttore di magia, che potrebbe potenzialmente far saltare la sua copertura. Monica gioca quindi una partita a scacchi contro il compagno di consiglio studentesco Elliott Howard, e perde solo dopo che Elliott è costretto a sfruttare la sua inesperienza con gli scacchi ed esegue la mossa dell'arrocco. Il giorno dopo arrivano i commercianti della Compagnia Abbott, e Monica ed Elliott vengono inviati ad accoglierli, ma la prima nota che sono degli impostori per via delle differenze nel logo. Monica usa la magia per spaventare uno dei cavalli e mettere fuori combattimento i falsi mercanti, mentre la compagna di studi Casey Grove la salva calmando il cavallo. Mentre Elliot va a chiamare le guardie, Casey fa amicizia con Monica e le chiede di unirsi al corso di equitazione. Quella notte, Nero torna nella stanza di Monica e vede che ha fatto domanda per partecipare sia al corso di scacchi che a quello di equitazione. |                |         |
| 6        | Una tazza fuori posto 「場違いな一杯」 - Bachigaina Ippai | 9 agosto 2025  |         |
| 6        | Monica non supera l'esame di ballo da sala e si allena per il secondo esame, ma fatica a padroneggiare l'arte della danza, nonostante l'aiuto di Nero. Giorni dopo, Monica viene assegnata a un gruppo per il corso di tea party con Lana, Casey e Claudia, noto come la Biblioteca Ambulante per la sua intelligenza. Isabella avverte Monica che l'unica regola assoluta per un tea party è non portare lo stesso tipo di tè di qualcun altro. Il tea party inizia con Claudia che critica con calma e schiettezza le scelte di tè di Lana e Casey, il che fa arrabbiare Lana. Tuttavia, Claudia inizia a parlare della sua ammirazione per la Strega del Silenzio, che crede non parli mai con nessuno perché consapevole della sua superiorità su di loro. Questo innervosisce Monica, che pensa che Claudia sospetti sulla sua vera identità, e se ne va per prepararsi il tè, solo per scoprire che Caroline lo ha sabotato per vendicarsi dell'incidente delle scale. Monica invece serve a tutti il suo caffè preferito, sottolineando a tutti che desidera condividere la sua bevanda preferita con le amiche e supera con successo il corso. Monica si reca quindi al suo nuovo esame di danza, supervisionato da Felix e Cyril. Grazie alla loro guida e alla distrazione dal pensare troppo ai suoi movimenti, Monica riesce a ballare con successo con entrambi. |                |         |

## Accoglienza
La serie è stata classificata al quarto posto nella categoria tankōbon nell'edizione 2023 della guida per light novel Kono light novel ga sugoi! di Takarajimasha.